# Plebejus semperi
Plebejus semperi är en fjärilsart som beskrevs av Ramon Agenjo Cecilia 1969. Plebejus semperi ingår i släktet Plebejus och familjen juvelvingar. Inga underarter finns listade i Catalogue of Life.